# Gervaisia similicostata
Gervaisia similicostata är en mångfotingart som beskrevs av Radu och Ceuca 1951. Gervaisia similicostata ingår i släktet Gervaisia och familjen Doderiidae. Inga underarter finns listade i Catalogue of Life.